# The Mystery of Edwin Drood (musical)
The Mystery of Edwin Drood o Drood è un musical con musica, parole e libretto di Rupert Holmes, tratto dall'omonimo romanzo incompiuto di Charles Dickens. Dato che Dickens morì prima di completare il romanzo, non si sa chi sia l'assassino di Edwin Drood; così, ogni sera, è il pubblico a decidere con una votazione quale dei personaggi ha assassinato il protagonista.
La produzione originale di Broadway debuttò nel 1985 e vinse cinque Tony Awards, tra cui miglior musical, prima di chiudere dopo 608 repliche.

## Numeri musicali
Primo atto
- "There You Are" – Chairman with Angela, Deirdre, Alice, Clive e cast
- "A Man Could Go Quite Mad" – Jasper
- "Two Kinsmen" – Jasper e Drood
- "Moonfall" – Rosa
- "Moonfall Quartet" – Rosa, Helena, Wendy e Beatrice
- "The Wages of Sin" – Puffer
- "Jasper's Vision" – Dream Ballet
- "Ceylon" – Drood, Rosa, Helena, Neville e cast
- "A British Subject" - Drood, Rosa, Helena, Neville, Crisparkle e cast
- "Both Sides of the Coin" – Sapsea e Jasper
- "Perfect Strangers" – Rosa e Drood
- "No Good Can Come from Bad" – Jasper, Rosa, Drood, Neville, Helena, Crisparkle e cameriere
- "Never the Luck" – Bax / Bazzard e cast
- "The Name of Love" / "Moonfall" – Jasper, Rosa e cast

Secondo atto
- "An English Music Hall" - Chairman
- "Settling Up the Score" – Puffer, Datchery
- "Off to the Races" – Sapsea, Durdles, Deputy
- "Don't Quit While You're Ahead" – Puffer, Datchery
- "Don't Quit While You're Ahead" (Reprise) – Company
- "Settling Up the Score" (Reprise) – Chairman, Suspects
- "The Garden Path to Hell" – Puffer
- "Puffer's Revelation" – Puffer
- "Out on a Limerick" – Datcherys
- "Jasper's Confession" – Jasper
- "Murderer's Confession"
- "Perfect Strangers"
- "The Writing on the Wall" – Drood e cast

## Cast
| Characters                                      | Cast originale di Broadway 1985 | Sostituzioni notevoli 1985-1987 | Cast del West End 1987 | Tour statunitense 1988   | Revival di Broadway 2012 |
| ----------------------------------------------- | ------------------------------- | ------------------------------- | ---------------------- | ------------------------ | ------------------------ |
| Mayor Thomas Sapsea Chairman William Cartwright | George Rose                     | Clive Revill                    | Ernie Wise             | George Rose Clive Revill | Jim Norton               |
| Edwin Drood Dick Datchery Miss Alice Nutting    | Betty Buckley                   | Donna Murphy Paige O'Hara       | Julia Hills            | Paige O'Hara             | Stephanie J. Block       |
| Rosa Bud Miss Deirdre Peregrine                 | Patti Cohenour                  | Karen Culliver                  | Patti Cohenour         | Teresa De Zarn           | Betsy Wolfe              |
| John Jasper Mr. Clive Paget                     | Howard McGillin                 | Howard McGillin                 | David Burt             | Mark Jacoby              | Will Chase               |
| The Princess Puffer Miss Angela Prysock         | Cleo Laine                      | Loretta Swit Karen Morrow       | Lulu                   | Jean Stapleton           | Chita Rivera             |
| The Rev. Crisparkle Mr. Cedric Moncrieffe       | George N. Martin*               | George N. Martin                | Martin Wimbush         | William McClary          | Gregg Edelman            |
| Neville Landless Mr. Victor Grinstead           | John Herrera                    | John Herrera                    | Mark Ryan              | John DeLuca              | Andy Karl                |
| Helena Landless Miss Janet Conover              | Jana Schneider                  | Alison Fraser                   | Marilyn Cutts          | Jana Schneider           | Jessie Mueller           |
| Bazzard / The Waiter Mr. Philip Bax             | Joe Grifasi                     | David Cromwell                  | Paul Bentley           | Ronn Carroll             | Peter Benson             |
| Durdles Mr. Nick Cricker                        | Jerome Dempsey                  | Tony Azito                      | Phil Rose              | Tony Azito               | Robert Creighton         |
| Deputy Master Nick Cricker                      | Stephen Glavin                  | Brad Miskell                    | Anthony Lennon         | Michael Nostrand         | Nicholas Barasch         |